# Chmeľová
Chmeľová, russinisch und ukrainisch Хмелъова/Chmelowa (bis 1948 slowakisch „Komloša“; ungarisch Komlóspatak – bis 1907 Komlósa) ist eine Gemeinde im Osten der Slowakei mit 364 Einwohnern (Stand 31. Dezember 2024). Sie gehört zum Okres Bardejov, einem Kreis des Prešovský kraj, und wird zur traditionellen Landschaft Šariš gezählt.

## Geographie

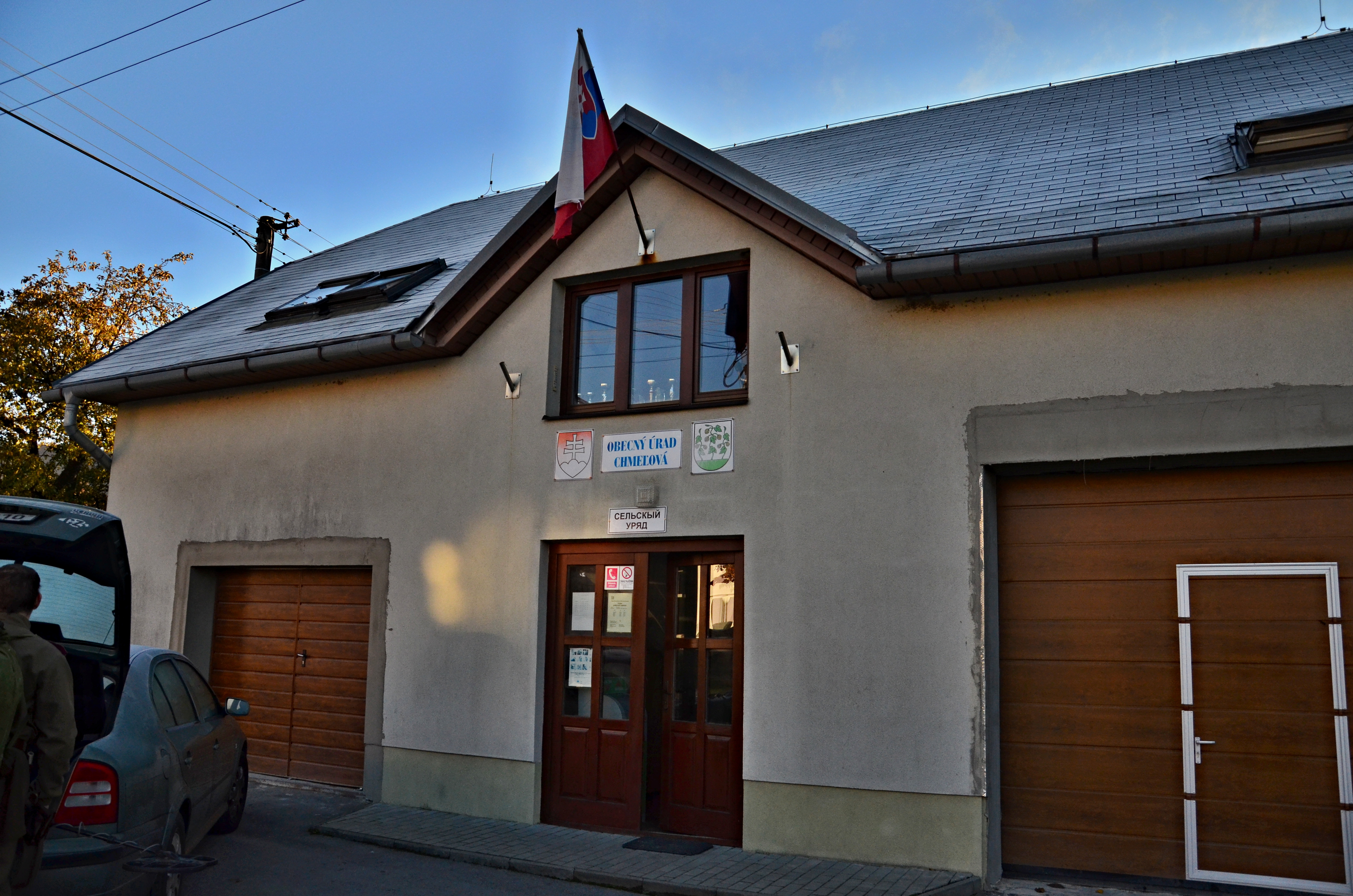
Gemeindeamt von Chmeľová

Die Gemeinde befindet sich im nördlichen Teil der Niederen Beskiden, im Tal des Baches Kamenec im Einzugsgebiet der Topľa, nahe der Staatsgrenze zu Polen. Das Ortszentrum liegt auf einer Höhe von 366 m n.m. und ist 14 Kilometer von Bardejov entfernt (Straßenentfernung).
Nachbargemeinden sind Becherov im Norden, Smilno im Osten, Zborov im Süden, Stebník im Südwesten, Stebnícka Huta im Westen und Regetovka im Nordwesten.

## Geschichte
Chmeľová entstand in der ersten Hälfte des 14. Jahrhunderts an der Stelle, wo die Zisterzienser aus Gaboltov Hopfen anbauten und wurde zum ersten Mal 1414 als Comlos schriftlich erwähnt und lag damals in der Herrschaft von Makovica. Auf Hopfen (slowakisch chmeľ, ungarisch komlós) verweist der Ortsname. 1427 wurden 12 Porta verzeichnet. 1711 flohen die Untertanen, worauf der Ort stark entvölkert wurde.
1789 hatte die Ortschaft 87 Häuser und 492 Einwohner, 1828 zählte man 102 Häuser und 764 Einwohner, die als Viehhalter und Waldarbeiter beschäftigt waren.
Bis 1918 gehörte der im Komitat Sáros liegende Ort zum Königreich Ungarn und kam danach zur Tschechoslowakei beziehungsweise heute Slowakei. In der ersten tschechoslowakischen Republik war die Korbmacherei verbreitet, gleichzeitig wanderten aber viele Einwohner aus. Nach dem Zweiten Weltkrieg pendelte ein Teil der Einwohner zur Arbeit in Industriebetriebe in Bardejov, Košice und anderswo, die örtliche Einheitliche landwirtschaftliche Genossenschaft (Abk. JRD) wurde im Jahr 1959 gegründet.

## Bevölkerung
| Jahr                | 1994 | 2004    | 2014    | 2024    |
| ------------------- | ---- | ------- | ------- | ------- |
| Anzahl der Personen | 386  | 399     | 390     | 364     |
| Unterschied         |      | +3,36 % | −2,25 % | −6,66 % |

| Jahr                | 2023 | 2024    |
| ------------------- | ---- | ------- |
| Anzahl der Personen | 357  | 364     |
| Unterschied         |      | +1,96 % |

Nach der Volkszählung 2011 wohnten in Chmeľová 398 Einwohner, davon 185 Russinen, 177 Slowaken, 21 Ukrainer und ein Rom. 14 Einwohner machte keine Angabe zur Ethnie.
318 Einwohner bekannten sich zur griechisch-katholischen Kirche, 40 Einwohner zur römisch-katholischen Kirche, 15 Einwohner zur orthodoxen Kirche, zwei Einwohner zur Evangelischen Kirche A. B. und ein Einwohner zu den Brethren. Vier Einwohner bekannten sich zu einer anderen Konfession, sieben Einwohner waren konfessionslos und bei 11 Einwohnern wurde die Konfession nicht ermittelt.

## Bauwerke
- griechisch-katholische Kirche Entschlafung der Allheiligen Gottesgebärerin im klassizistischen Stil aus dem Jahr 1827[6]

## Verkehr
Durch Chmeľová verläuft die Straße 2. Ordnung 545 zwischen Zborov und der polnischen Grenze am Dujavapass. Nördlich des bebauten Ortsgebiets zweigt die Straße 3. Ordnung 3506 nach Regetovka ab.